# Christuskirche (Königswinter)
Die Christuskirche ist eine evangelische, im Stil der Neugotik in den Jahren 1863 und 1864 gebaute Kirche in der Altstadt von Königswinter im Rhein-Sieg-Kreis (Nordrhein-Westfalen) und, mit der Alten Evangelischen Kirche in Oberkassel und dem Gemeindezentrum Dollendorf, eine der drei Predigtstätten der Kirchengemeinde Oberkassel-Königswinter im Kirchenkreis An Sieg und Rhein der Evangelischen Kirche im Rheinland. Sie steht als Baudenkmal unter Denkmalschutz.

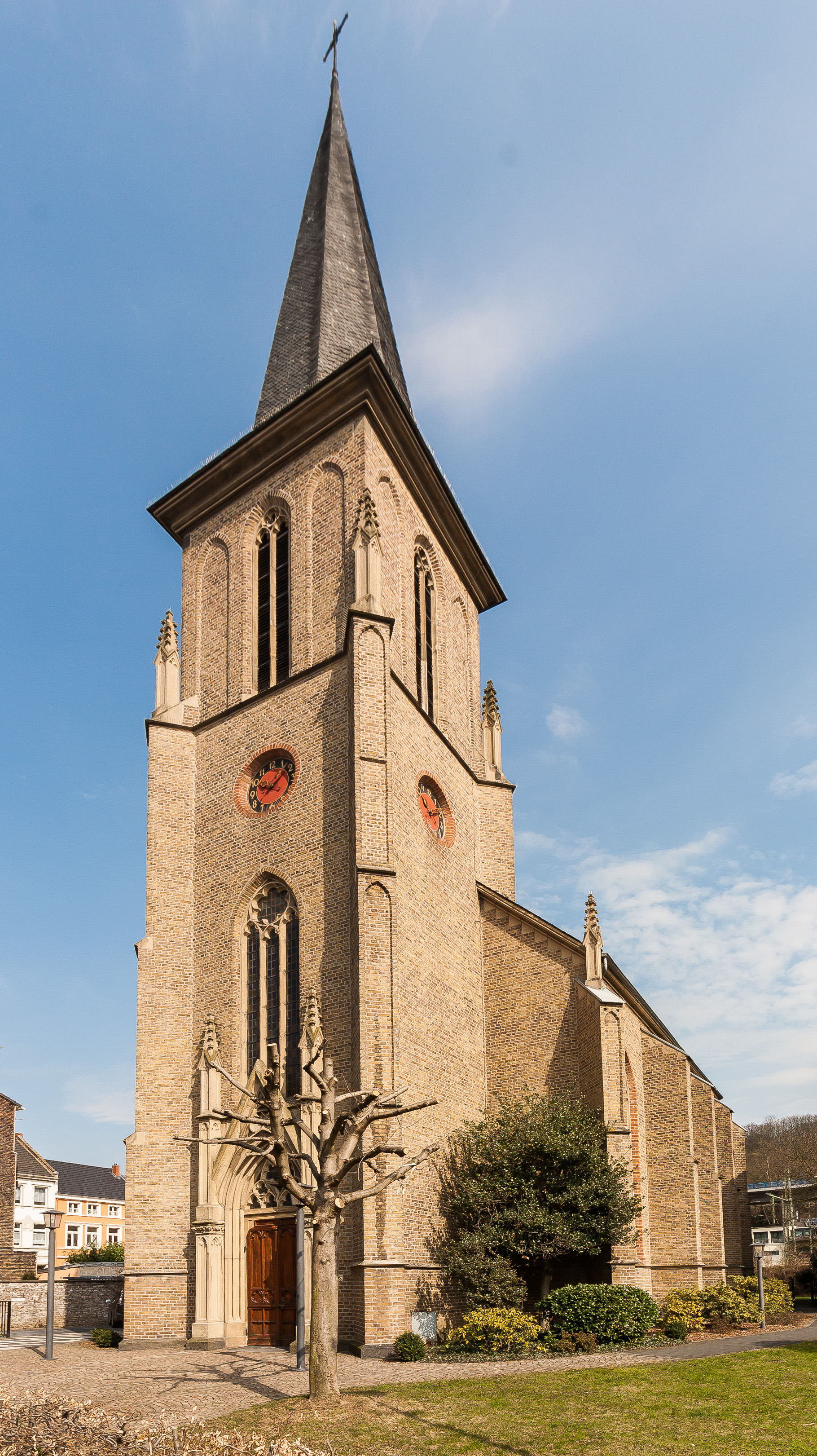
Christuskirche in Königswinter (2013)

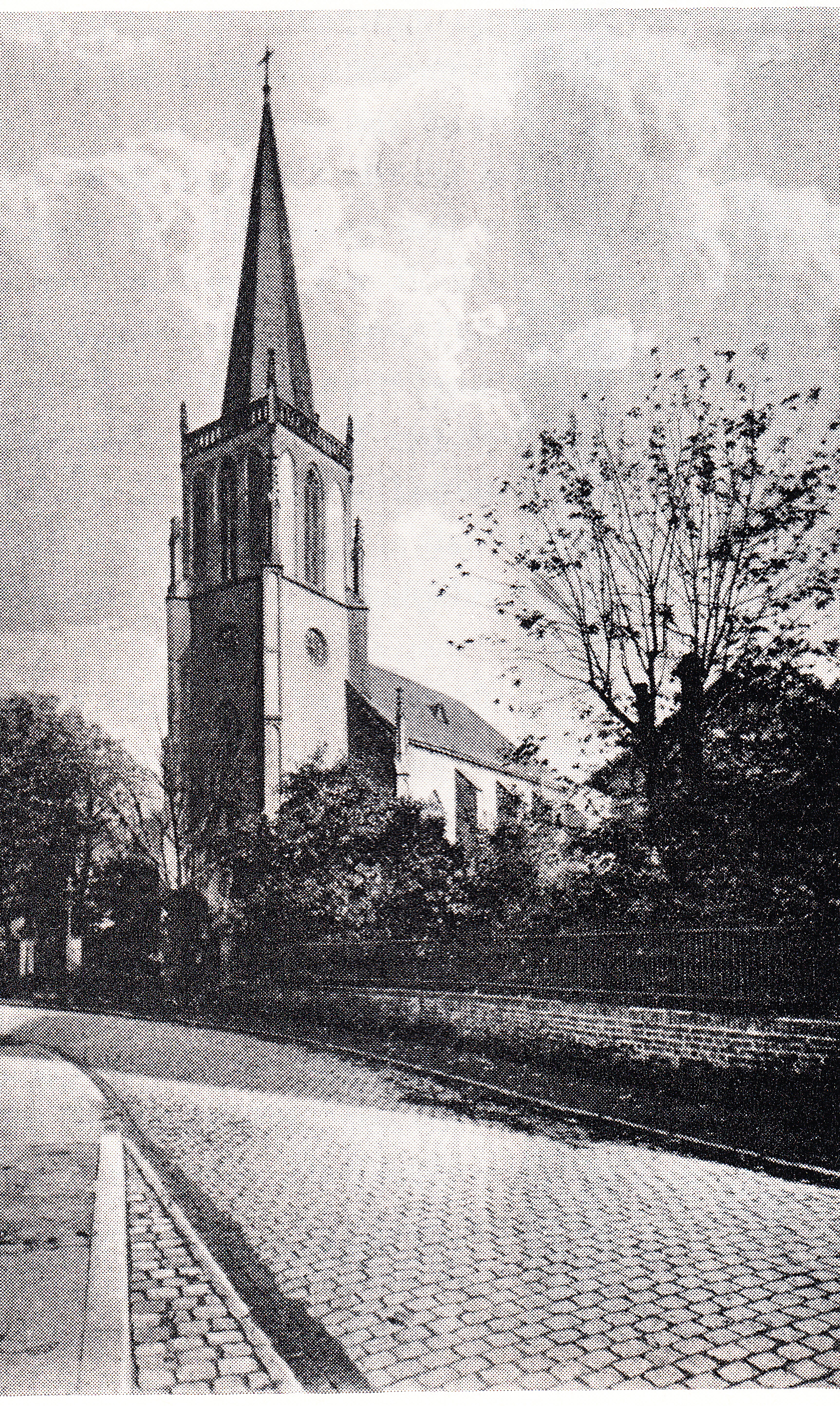
Ansicht der Christuskirche um 1900

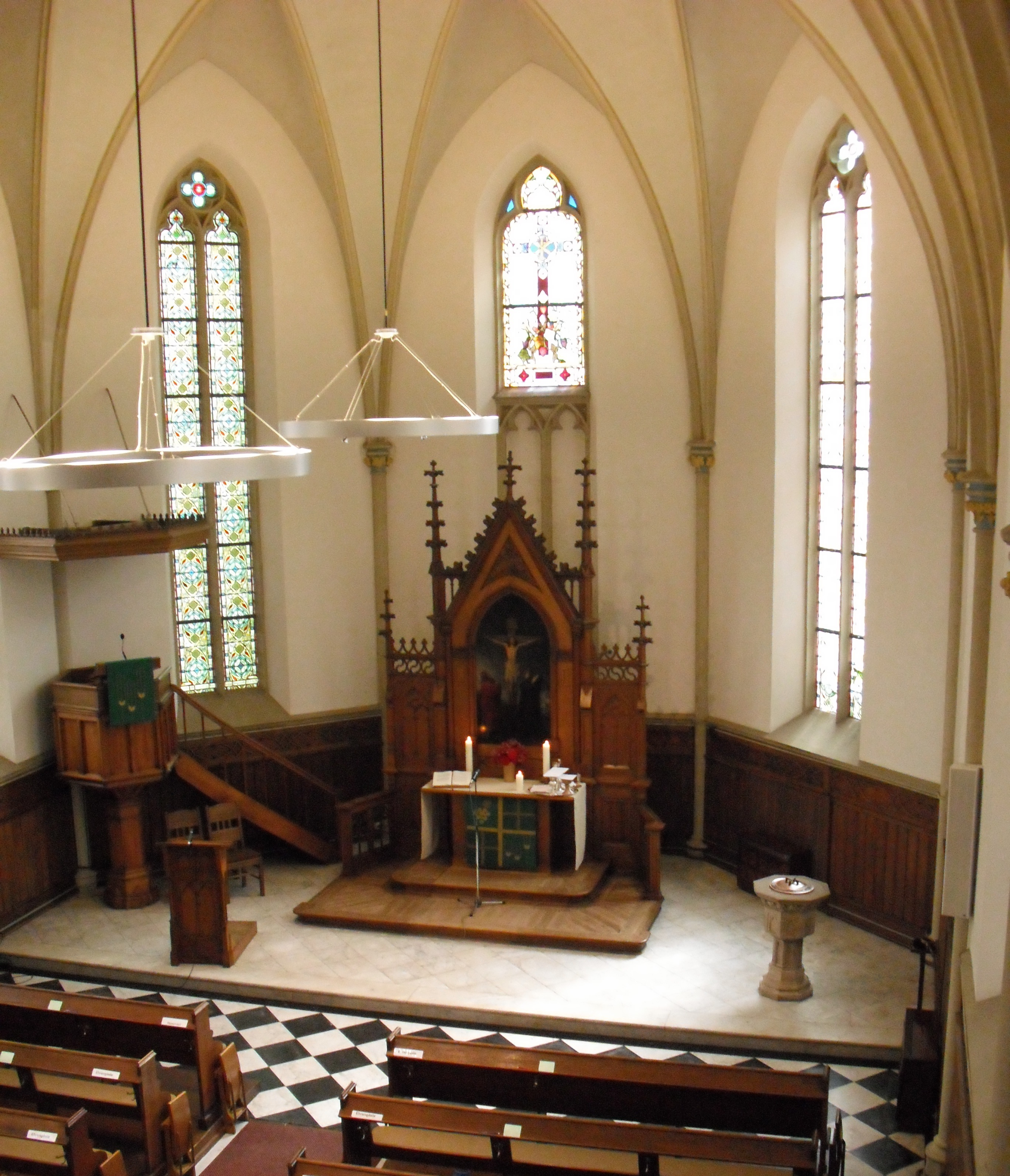
Innenansicht der Christuskirche 2012

## Geschichte
Der Grundstein für den Kirchenneubau der seit 1848/49 mit einem provisorischen Betsaal als Filiale zur Gemeinde Oberkassel gehörenden evangelischen Kirchengemeinde Königswinter wurde auf dem im Jahre 1862 erworbenen Grundstück am 29. Juli 1863 gelegt. Er entstand nach Plänen des Baumeisters Christian Heyden, dessen ausgeführter zweiter und reduzierter Entwurf einen „altdeutschen Stil“ vorsah. Am 31. Oktober 1864, dem Reformationstag, erfolgte die Einweihung der Kirche. Das ursprünglich eingefriedete Kirchengrundstück wurde 1962 zu einem Kirchplatz umgestaltet. Ihren heutigen Namen erhielt die Kirche zu ihrem hundertjährigen Jubiläum 1964.

## Außenbau
Die Christuskirche ist ein einschiffiger Backsteinbau, eine Saalkirche mit vorgesetztem Westturm (Höhe 40 m). Das rechteckige Schiff besitzt einen dreiseitigen Chorschluss, der Saal ein Sterngewölbe auf schlanken Wandpfeilern und der Turm einen spitzen Helm. Das Portal ist eine qualitätvolle neugotische Arbeit in Werkstein mit bekrönendem Wimperg. Zwischen 1924 und 1927 wurde der Kirchturm im Zuge der Neubeschieferung des Daches purifiziert (Entfernung der Eckfialen und der Balustrade), in den 1970er-Jahren die Fialen rekonstruiert.

## Vorraum
Im Vorraum der Kirche befindet sich über dem Windfang eine farbliche Darstellung des Siegels der Gemeinde, das dem Wappen des Reformators Philipp Melanchthon nachgebildet worden ist und die Eherne Schlange (Numeri 21,4–9) zeigt, die sich um das Kreuz windet.

## Altar
Das Altarbild wurde 1903, in der Amtszeit des Pfarrers und Superintendenten Ernst Rentrop von dem Düsseldorfer Maler Heinrich Johann Sinkel geschaffen. Es stellt das Kreuzeswort Christi „Es ist vollbracht“ dar und zeigt neben Christus am Kreuz Maria und Johannes.

## Fenster
Die Kirchenfenster wurden 1901–1905 von dem Glasmaler Hans Müller-Hickler aus Darmstadt angefertigt. Die Inschriften zeigen, dass es sich bei den  meisten von ihnen um Stiftungen von Gemeindegliedern handelt.

## Glocken
Bis Pfingstmontag 2019 verfügte die Christuskirche über ein kleines Geläut aus drei Gussstahl-Glocken, das 1951 vom Bochumer Verein gegossen wurde. Sie trugen die Inschriften Ehre sei Gott in der Höhe, Friede auf Erden und Den Menschen ein Wohlgefallen, ihre Schlagtöne waren g1, b1 und c2.
Seit Juli 2019 klingt ein gebrauchtes fünfstimmiges Bronzegeläut, das aus der mittlerweile abgerissenen Epiphaniaskirche in Düsseldorf-Rath stammt. Die fünf Bronzeglocken, die zwischen 1964 und 1968 in der hessischen Glocken- und Kunstgießerei Rincker gegossen wurden, haben die Schlagtöne fis1,gis1,ais1,cis2 und dis2 und tragen die Inschriften Er ist unser Friede, Selig sind die Leid tragen, denn sie sollen getröstet werden, Gott ist Liebe, Jesus spricht: Kommt her zu mir alle und O Land Land Land höre des Herrn Wort.

## Orgel
Von 1872 bis 1901 befand sich ein Werk des Orgelbauers Johannes Adolph Ibach in der Christuskirche. 1902 baute die Firma Eberhard Friedrich Walcker ihr Opus 905 ein, ein völlig pneumatisch konzipiertes Werk, dessen Gehäuse nach Plänen des Honnefer Architekten Ottomar Stein vom 23. Februar 1900 gefertigt worden war. Die Disposition der Orgel lautete:
| I Manual C–g3  |       |
| Bordun         | 16′   |
| Principal      | 8′    |
| Flöte          | 8′    |
| Viola di Gamba | 8′    |
| Salicional     | 8′    |
| Octave         | 4′    |
| Mixtur III     | 2 ⁄3′ |

| II Manual C–g3   |    |
| Gemshorn         | 8′ |
| Lieblich Gedackt | 8′ |
| Aeoline          | 8′ |
| Voix celeste     | 8′ |
| Flauto dolce     | 4′ |

| Pedal C–f1           |     |
| Subbaß               | 16′ |
| Gedecktbaß (Transm.) | 16′ |
| Violonbaß            | 8′  |

- Koppeln: II/I, I/P, II/P
- Spielhilfen: Kollektivzug Tutti, II. Manual schwellbar.

Im Jahre 1976 installierte die Firma Gebrüder Oberlinger die heutige Orgel hinter den vorhandenen Prospekt der Walcker-Orgel.
Auf Zwillingsladen wurden zunächst 10 klingende Register gestellt, 1984 und 1986 wurde das Orgelwerk dann durch die Firma Peter aus Köln vervollständigt, die fünf vakanten Registerstöcke besetzt und ein Generalschweller installiert. Im Jahr 2014 wurde die Orgel generalgereinigt. 
Die Disposition lautet seitdem:
| I Manual C–g3  |       |
| Rohrflöte      | 8′    |
| Principal      | 4′    |
| Kleingedackt   | 4′    |
| Spitzoctave    | 2′    |
| Sesquialter II |       |
| Mixtur IV      | 1 ⁄3′ |

| II Manual C–g3 |       |
| Gedeckt        | 8′    |
| Blockflöte     | 4′    |
| Weitprinzipal  | 2′    |
| Quinte         | 1 ⁄3′ |
| Cymbel III     |       |
| Schalmey       | 8′    |

| Pedal C–f1 |     |
| Subbaß     | 16′ |
| Offenbaß   | 8′  |
| Choralbaß  | 4′  |

- Koppeln: II/I, I/P, II/P
- Spielhilfen: Tremulant für die Zwillingslade und Generalschweller